# Randy Pfund
Randell Pfund, detto Randy (Oak Park, 29 dicembre 1951), è un allenatore di pallacanestro e dirigente sportivo statunitense, professionista nella NBA.

## Palmarès

### General Manager
- Campionato NBA: 1

Miami Heat: 2006